# Poa bulbosa ssp. bulbosa
Poa bulbosa ssp. bulbosa là một phân loài cỏ trong họ hòa thảo, thuộc chi poa.